# 米沃什·扬科夫斯基
米沃什·扬科夫斯基（波蘭語：Miłosz Jankowski，1990年1月17日—），波兰男子赛艇运动员。他曾代表波兰参加世界赛艇锦标赛，获得一枚金牌。他也曾参加2016年夏季奥林匹克运动会。